# 15-та бригада армійської авіації (РФ)
15-та бригада армійської авіації — одна з чотирьох бригад Армійської авіації Росії; базується на авіабазі Веретьє біля міста Остров Псковської області у Західному військовому окрузі.

## Опис
15-та бригада армійській авіації з чотирьох авіаційних ескадрилей була сформована у 2013 році.
Дане формування було утворено в ВС РФ вперше, замість існуючих вертолітних авіаційних баз другого розряду.

## Озброєння
Укомплектовується бригада найсучаснішою технікою, зокрема: 25 грудень 2013 року відбулася передача до бойового складу 15-ї бригади нових вертольотів Мі-28Н і Мі-35М. В той же день на далекосхідному заводі «Прогрес» у місті Арсеньєв, в присутності генерального директора холдингу «Вертольоти Росії» Олександра Міхєєва й головкому Військово-повітряних сил генерал-лейтенанта Віктора Бондарева, бригада отримала 12 новітніх Ка-52.
Крім цих вертольотів, на озброєнні бригади є транспортно-бойові Мі-8МТВ-5 й важкі вертольоти типу Мі-26.